# 제주시의 국회의원

## 행정구역 변천
- 1945년 8월 15일 전라남도 제주도
- 1946년 8월 1일 제주도 북제주군
- 1955년 9월 1일 북제주군 제주읍이 제주시로 승격
- 2006년 7월 1일 제주특별자치도출범, 제주시와 북제주군을 제주시로 통합

## 제주시의 역대 국회의원 일람
| 대수         | 이름           | 소속정당     | 임기                              | 선거구역 |               |
| ------------ | -------------- | ------------ | --------------------------------- | --- | ------------- |
| 제헌         | 홍순녕(洪淳寧) | 독촉국민회   | 1949년 5월 11일 ~1950년 5월 30일  | 북제주군 갑: 제주읍 조천면 구좌면 |               |
| 제헌         | 양병직(梁秉直) | 대동청년단   | 1949년 5월 11일 ~1950년 5월 30일  | 북제주군 을: 애월면 한림면 추자면 |               |
| 제2대        | 김인선(金仁善) | 국민회       | 1950년 5월 31일 ~1954년 5월 30일  | 북제주군 갑: 제주읍 조천면 구좌면 |               |
| 제2대        | 강창용(姜昌瑢) | 무소속       | 1950년 5월 31일 ~1954년 5월 30일  | 북제주군 을: 애월면 한림면 추자면 |               |
| 제3대        | 김석호(金錫祐) | 무소속       | 1954년 5월 31일 ~1958년 5월 30일  | 북제주군 갑: 제주읍 조천면 구좌면 |               |
| 제3대        | 김두진(金斗珍) | 무소속       | 1954년 5월 31일 ~1958년 5월 30일  | 북제주군 을: 애월면 한림면 추자면 |               |
| 제4대        | 고담룡(高湛龍) | 민주당       | 1958년 5월 31일 ~1960년 7월 28일  | 제주시 일원 |               |
| 제4대        | 김두진(金斗珍) | 자유당       | 1958년 5월 31일 ~1960년 7월 28일  | 북제주군 일원 |               |
| 제5대 민의원 | 고담룡(高湛龍) | 민주당       | 1960년 7월 29일 ~1961년 5월 16일  | 제주시 일원 |               |
| 제5대 민의원 | 홍문중(金斗珍) | 무소속       | 1960년 7월 29일 ~1961년 5월 16일  | 북제주군 일원 |               |
| 제6대        | 임병수(任炳洙) | 민주공화당   | 1963년 12월 17일 ~1967년 6월 30일 | 제주시·북제주군 일원 |               |
| 제7대        | 양정규(梁正圭) | 민주공화당   | 1967년 7월 1일 ~1971년 6월 30일   | 제주시·북제주군 일원 |               |
| 제8대        | 홍병철(洪炳喆) | 민주공화당   | 1971년 7월 1일 ~1972년 10월 17일  | 제주시·북제주군 일원 |               |
| 제9대        | 홍병철(洪炳喆) | 민주공화당   | 1973년 3월 12일 ~1979년 3월 11일  | 제주시·북제주군·남제주군 일원 |               |
| 제9대        | 양정규(梁正圭) | 무소속       | 1973년 3월 12일 ~1979년 3월 11일  | 제주시·북제주군·남제주군 일원 |               |
| 제10대       | 현오봉(玄梧鳳) | 민주공화당   | 1979년 3월 12일 ~1980년 8월 27일  | 제주시·북제주군·남제주군 일원 |               |
| 제10대       | 변정일(邊精一) | 무소속       | 1979년 3월 12일 ~1980년 10월 27일 | 제주시·북제주군·남제주군 일원 |               |
| 제11대       | 강보성(姜普性) | 민주한국당   | 1981년 4월 11일 ~1985년 4월 10일  | 제주시·북제주군·남제주군 일원 |               |
| 제11대       | 현경대(玄敬大) | 무소속       | 1981년 4월 11일 ~1985년 4월 10일  | 제주시·북제주군·남제주군 일원 |               |
| 제12대       | 현경대(玄敬大) | 민주정의당   | 1985년 4월 11일 ~1988년 5월 29일  | 제주시·북제주군·서귀포시·남제주군 일원 |               |
| 제12대       | 양정규(梁正圭) | 무소속       | 1985년 4월 11일 ~1988년 5월 29일  | 제주시·북제주군·서귀포시·남제주군 일원 |               |
| 제13대       | 고세진(高世鎭) | 무소속       | 1988년 5월 30일 ~1992년 5월 29일  | 제주시 일원 |               |
| 제13대       | 이기빈(李起彬) | 무소속       | 1988년 5월 30일 ~1992년 5월 29일  | 무소속 | 북제주군 일원 |
| 제14대       | 현경대(玄敬大) | 무소속       | 1992년 5월 30일 ~1996년 5월 29일  | 제주시 일원 |               |
| 제14대       | 양정규(梁正圭) | 무소속       | 1992년 5월 30일 ~1996년 5월 29일  | 북제주군 일원 |               |
| 제15대       | 현경대(玄敬大) | 신한국당     | 1996년 5월 30일 ~2000년 5월 29일  | 제주시 일원 |               |
| 제15대       | 양정규(梁正圭) | 신한국당     | 1996년 5월 30일 ~2000년 5월 29일  | 북제주군 일원 |               |
| 제16대       | 현경대(玄敬大) | 한나라당     | 2000년 5월 30일 ~2004년 5월 29일  | 제주시 일원 |               |
| 제16대       | 장정언(張正彦) | 새천년민주당 | 당선 무효                         | 북제주군 일원 |               |
| 제16대       | 양정규(梁正圭) | 한나라당     | 2002년 8월 9일 ~2004년 5월 29일   | 북제주군 일원 |               |
| 제17대       | 강창일(姜昌一) | 열린우리당   | 2004년 5월 30일 ~2008년 5월 29일  | 제주시·북제주군 갑: 제주시 일도1동 일도2동 이도1동 이도2동 삼도1동 삼도2동 용담1동 용담2동 건입동 화북동 외도동 봉개동 아라동 오라동 연동 노형동 이호동 도두동 |               |
| 제17대       | 김우남(金宇南) | 열린우리당   | 2004년 5월 30일 ~2008년 5월 29일  | 제주시·북제주군 을: 제주시 삼양동, 북제주군 일원 |               |
| 제18대       | 강창일(姜昌一) | 통합민주당   | 2008년 5월 30일 ~2012년 5월 29일  | 제주시 갑: 한림읍 애월읍 한경면 추자면 삼도1동 삼도2동 용담1동 용담2동 오라동 연동 노형동 외도동 이호동 도두동                                                 |               |
| 제18대       | 김우남(金宇南) | 통합민주당   | 2008년 5월 30일 ~2012년 5월 29일  | 제주시 을: 구좌읍 조천읍 우도면 일도1동 일도2동 이도1동 이도2동 건입동 화북동 삼양동 봉개동 아라동                                                             |               |
| 제19대       | 강창일(姜昌一) | 민주통합당   | 2012년 5월 30일 ~2016년 5월 29일  | 제주시 갑: 한림읍 애월읍 한경면 추자면 삼도1동 삼도2동 용담1동 용담2동 오라동 연동 노형동 외도동 이호동 도두동                                                 |               |
| 제19대       | 김우남(金宇南) | 민주통합당   | 2012년 5월 30일 ~2016년 5월 29일  | 제주시 을: 구좌읍 조천읍 우도면 일도1동 일도2동 이도1동 이도2동 건입동 화북동 삼양동 봉개동 아라동                                                             |               |
| 제20대       | 강창일(姜昌一) | 더불어민주당 | 2016년 5월 30일 ~2020년 5월 29일  | 제주시 갑: 한림읍 애월읍 한경면 추자면 삼도1동 삼도2동 용담1동 용담2동 오라동 연동 노형동 외도동 이호동 도두동                                                 |               |
| 제20대       | 오영훈(吳怜勳) | 더불어민주당 | 2016년 5월 30일 ~2020년 5월 29일  | 제주시 을: 구좌읍 조천읍 우도면 일도1동 일도2동 이도1동 이도2동 건입동 화북동 삼양동 봉개동 아라동                                                             |               |
| 제21대       | 송재호(宋在祜) | 더불어민주당 | 2020년 5월 30일 ~2024년 5월 29일  | 제주시 갑: 한림읍 애월읍 한경면 추자면 삼도1동 삼도2동 용담1동 용담2동 오라동 연동 노형동 외도동 이호동 도두동                                                 |               |
| 제21대       | 오영훈(吳怜勳) | 더불어민주당 | 2020년 5월 30일 ~2022년 4월 29일  | 제주시 을: 구좌읍 조천읍 우도면 일도1동 일도2동 이도1동 이도2동 건입동 화북동 삼양동 봉개동 아라동                                                             |               |
| 제21대       | 김한규(金翰奎) | 더불어민주당 | 2022년 6월 2일 ~2024년 5월 29일   | 제주시 을: 구좌읍 조천읍 우도면 일도1동 일도2동 이도1동 이도2동 건입동 화북동 삼양동 봉개동 아라동                                                             |               |
| 제22대       | 문대림(文大林) | 더불어민주당 | 2020년 5월 30일 ~                 | 제주시 갑: 한림읍, 애월읍, 한경면, 추자면, 삼도1동, 삼도2동, 용담1동, 용담2동, 오라동, 연동, 노형동, 외도동, 이호동, 도두동                                    |               |
| 제22대       | 김한규(金翰奎) | 더불어민주당 | 2020년 5월 30일 ~                 | 제주시 을: 구좌읍, 조천읍, 우도면, 일도1동, 일도2동, 이도1동, 이도2동, 건입동, 화북동, 삼양동, 봉개동, 아라동                                                  |               |

## 같이 보기
- 서귀포시의 국회의원
- 북제주군의 국회의원
- 제주시 갑
- 제주시 을
- 제주시 (1988년 선거구)
- 북제주군 (1988년 선거구)
- 제주시·북제주군 갑
- 제주시·북제주군 을